# Vadim Harchenko
Vadim Harchenko (28 maggio 1984) è un calciatore kirghiso, di ruolo centrocampista.
È citato anche come Vadim Kharchenko.